# Chiesa dei Santi Stefano e Michele (Quiesa)
La chiesa dei Santi Stefano e Michele Arcangelo, già di San Michele Arcangelo  si trova a Quiesa, frazione di Massarosa in provincia di Lucca.

## Storia e descrizione
Nel borgo esisteva un'antica abbazia fondata grazie alla volontà di Willa nel 1025, figlia di Ugo II di Toscana e sposata al conte Arduino. I benedettini crearono un ospizio nel 1094 e iniziarono lavori di bonifica dell'area. Il monastero venne soppresso da Papa Gregorio XII il 3 luglio 1408, quando passò al capitolo della cattedrale di San Martino di Lucca.
La badia era dedicata a san Michele Arcangelo (il che farebbe pensare a un'origine longobarda) e la chiesa parrocchiale si trovava al centro del paese, pure essa dedicata a san Michele. La chiesa attuale, che prese la dedica a santo Stefano dalla soppressione di un'altra chiesa edificata tra l'XI e il XII secolo, venne ricostruita nel XIX secolo, per l'aumento della popolazione e la precarietà del vecchio edificio. La pianta è a croce latina con tre navate, abside nella navata centrale e cupola. L'organo a canne risale al 1837.

## Galleria d'immagini

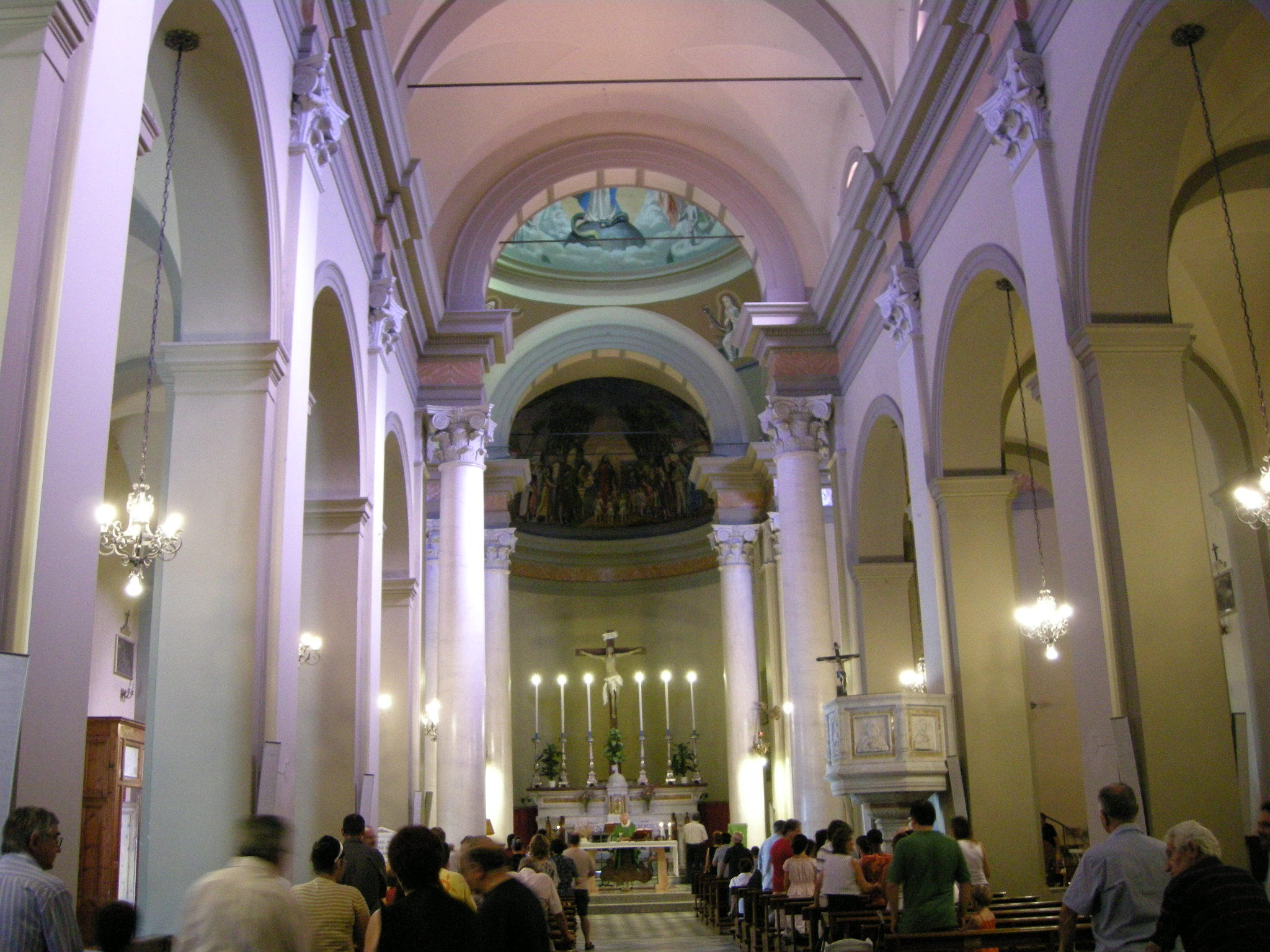
Interno
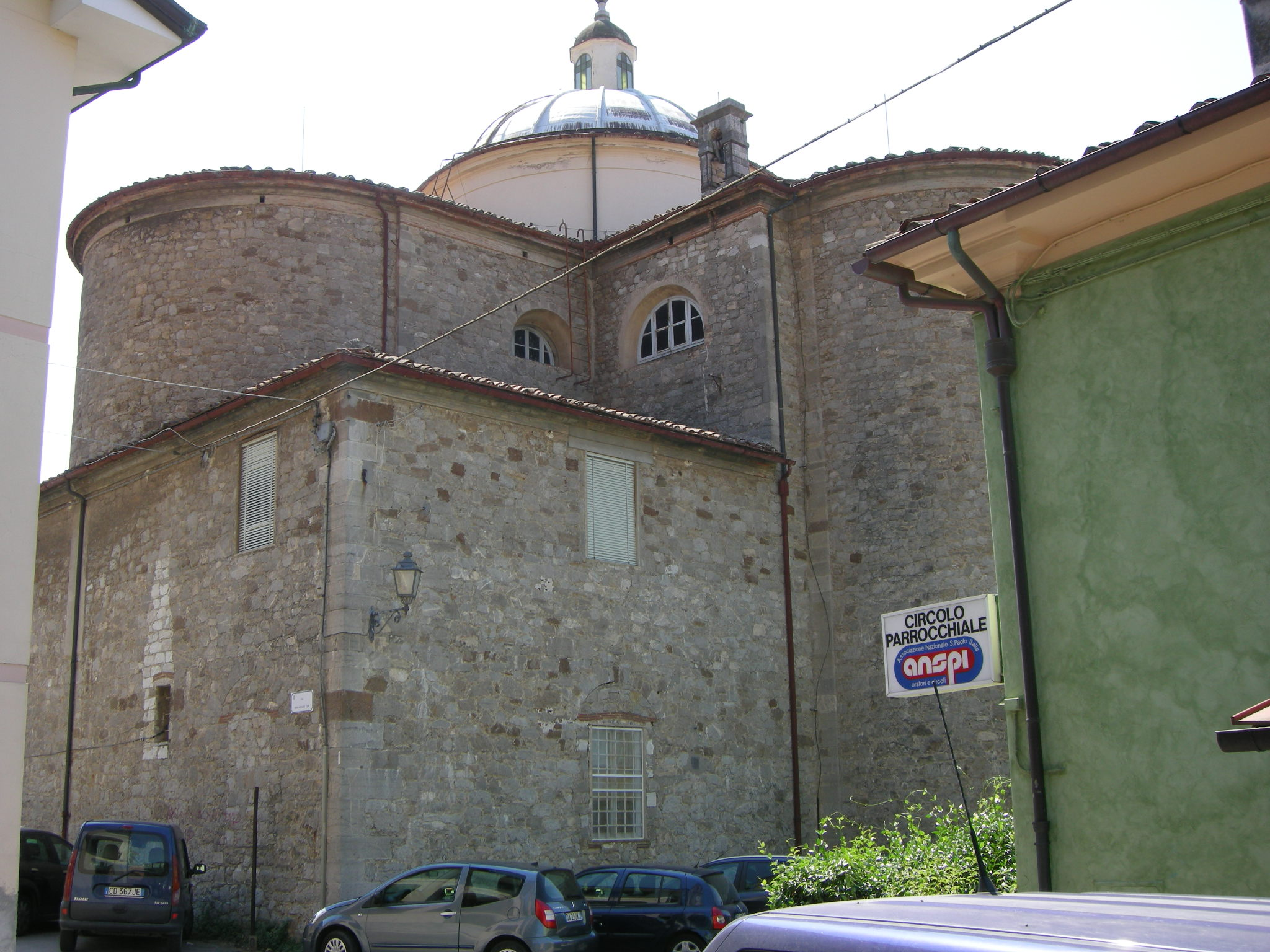
Abside
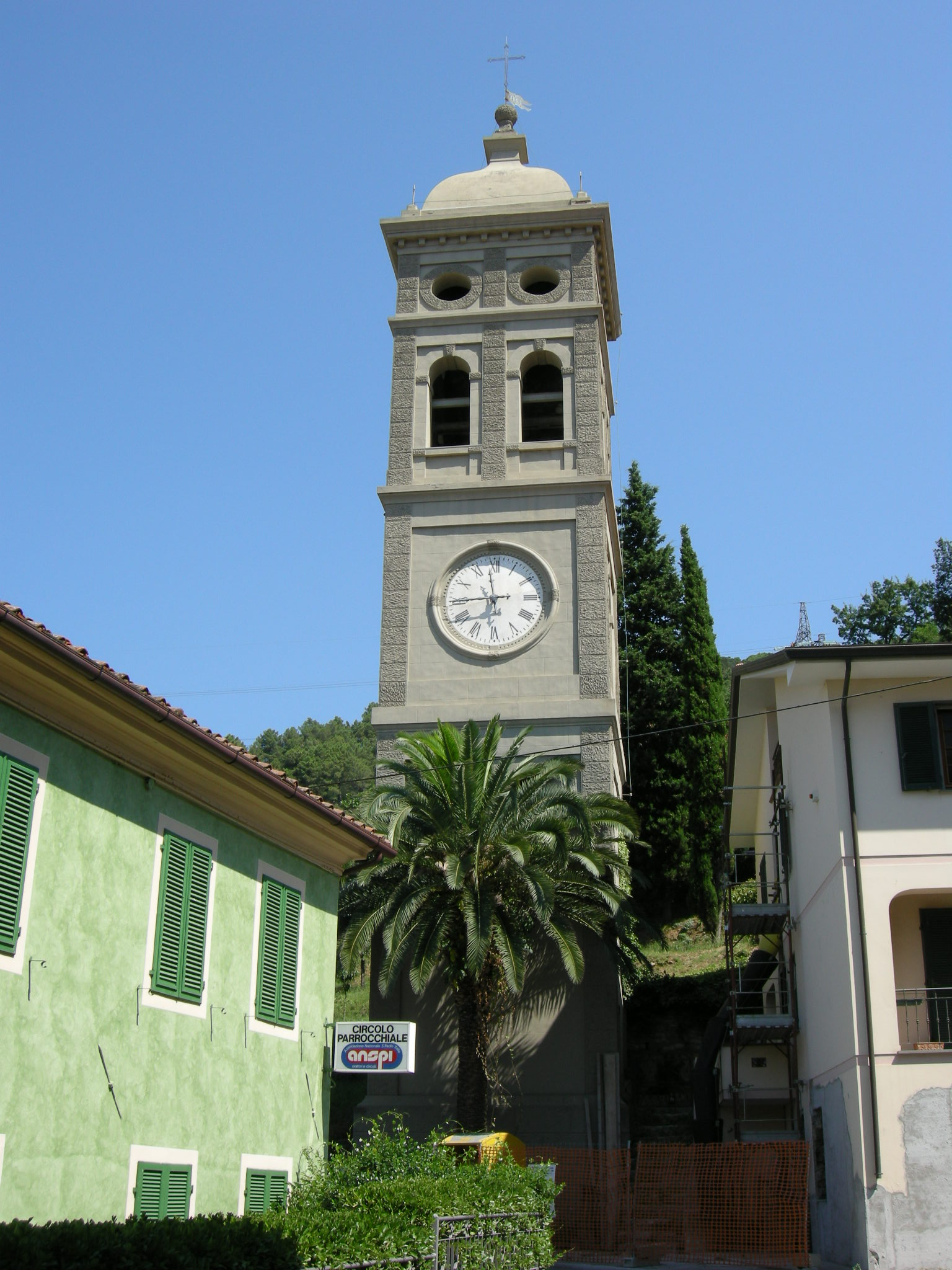
Campanile